# Salomon Grumbach
Pour les articles homonymes, voir Grumbach.
Salomon Grumbach, né le 6 janvier 1884 à Hattstatt (Haut-Rhin) et mort le 13 juillet 1952 à Neuilly-sur-Seine (Seine), est un homme politique et un journaliste alsacien. Profondément lié au SPD et à la Section française de l'Internationale ouvrière (SFIO), Grumbach a longtemps aspiré à une amélioration des relations franco-allemandes. En France, il a exercé en outre des responsabilités politiques sur le plan communal et national.

## Engagement politique jusqu'à la Première Guerre mondiale

### Imprégnation culturelle et politique
Né Salomon Judas, il est le fils d'un vendeur de fromage et d'une couturière, une famille juive modeste. Son enfance est marquée par une éducation littéraire où les cultures française et allemande se trouvent sur le même plan, tout comme les langues de ces deux pays. Dès sa jeunesse, il fait partie du cercle d'écrivains et d'artistes Das jüngste Elsaß qui publie la revue Die Stürmer. Ce cercle se considère comme étant un intermédiaire entre l'Allemagne et la France et vise à un renouveau culturel et intellectuel, un « alsacisme intellectuel »(de)« geistiges Elsässertum », qui doit dépasser les frontières régionales et nationales et ouvrir des perspectives européennes ou plutôt universelles. On trouve parmi les membres de ce cercle : Otto Flake, René Schickele, Ernst Stadler, Hermann Wendel, Bernd Isemann et René Prévôt. En 1904, ce groupe qui a fortement imprégné la pensée politique de Grumbach se dissout. Quelques membres - Grumbach, Flake et Wendel – entrent au SPD.

### Rédacteur socialiste
De 1904 à 1907, Grumbach travaille comme rédacteur de la Volksstimme, le journal social-démocrate de Francfort-sur-le-Main. Il publie des articles sur la situation politique en Alsace-Lorraine, sur la politique intérieure de l'Empire allemand tout comme sur le mouvement ouvrier français et autrichien. Grumbach écrit également des contributions pour des feuilletons et participe activement de par sa culture littéraire et historique au comité de Francfort pour la formation des ouvriers. En juillet 1907, Grumbach quitte la rédaction de la Volksstimme. Par la suite, il voyage entre Berlin, Strasbourg et Paris. Dans la capitale française, il travaille pour le journal socialiste L’Humanité et rédige quelques textes pour l'organe central social-démocratique le Vorwärts tout comme pour le journal alsacien Freie Presse. Il est en outre secrétaire d'un club de lecture socialiste. C'est à cette période qu'il nous de bons contacts avec les socialistes français de premier plan comme Jean Jaurès, Marcel Sembat ou Albert Thomas. De 1907 jusqu'au début de la Première Guerre mondiale, Grumbach critique de plus en plus la politique de germanisation de l'Alsace-Lorraine ainsi que le militarisme et le danger que représente la guerre et qui éclate fin 1913 lors de l'incident de Saverne. Il milite pour une constitution républicaine pour l'Alsace-Lorraine. En 1911, Grumbach salue d'ailleurs la constitution donnée comme un pas dans la bonne direction.

## Journalisme et politique pendant la Première Guerre mondiale
Peu avant le déclenchement de la Première Guerre mondiale, Grumbach part s'installer en Suisse où il travaille comme correspondant de l'Humanité. Face à la division du mouvement ouvrier international, Grumbach rejoint le côté français. Ses positions face à la SPD se refroidissent très visiblement. Contrairement à la majorité des sociaux-démocrates allemands, il part du fait que l'Empire allemand mène une guerre d'agression. Il prône en outre le droit de l'Alsace à disposer d'elle-même. En 1917, il publie une collection de textes et de documents visant à éclairer les buts de guerre allemands. Pendant la guerre, il garde contact avec une minorité croissante de sociaux-démocrates qui refuse la Burgfrieden du SPD, et essaie de les amener autour d'une table ronde avec les socialistes français.

## Politique dans l'entre-deux-guerres

### Grumbach et la SFIO

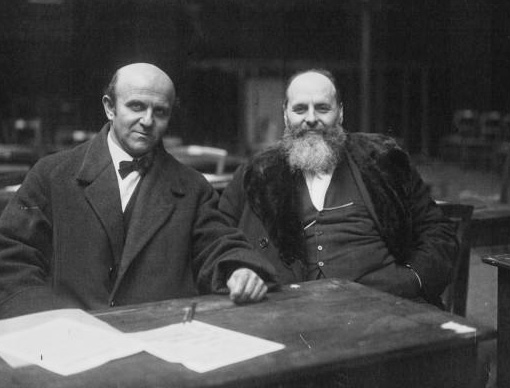
Salomon Grumbach et Giuseppe Emanuele Modigliani (Italie) au Congrès socialiste en 1927.

Devenu citoyen français et membre de la SFIO en 1918, Grumbach fait partie de la minorité qui refuse une collaboration internationale avec des partis communistes. En 1920, la majorité fonde le Parti communiste français qui se rallie au Komintern. Grumbach prend de l'importance au sein de la SFIO où il fait partie de l'aile droite et occupe des fonctions dirigeantes et devient membre de la Commission administrative politique. Vis-à-vis des dangers fondamentaux concernant la préservation des valeurs républicaines, Grumbach prône une politique commune aux partis s'investissant pour la sauvegarde de la république et contre les formes d'État autoritaires.

### Mandats politiques
Dans le canton de Sainte-Marie-aux-Mines, Grumbach est élu conseiller général en 1919. En 1919 et 1924, il perd lors des élections législatives. Ce n'est qu'en 1928 qu'il parvient à être élu au second tour. Le parlement choisit Grumbach au poste de vice-président de la commission pour les Affaires étrangères et comme conseiller technique de la France pour la Société des Nations. Il est de plus membre de la commission pour l'Alsace-Lorraine et de la Commission des mines et de la force motrice. Il perd son siège à l'assemblée en 1932. Fin avril 1936, il est élu député de Castres.

### Participation aux conférences internationales
Après la fin de la guerre, Grumbach tient à son rôle d'intermédiaire entre la France et l'Allemagne. C'est ainsi qu'il prend part par exemple en 1921 à la conférence d'Amsterdam qui voit de manière critique les dispositions du Traité de Versailles et en même temps blâme l'Allemagne de ne pas avoir de plan visant à réparer les dommages de guerre. On trouve parmi les participants à cette conférence des délégués du groupe socialiste français, de l'Unabhängige Sozialdemokratische Partei Deutschlands et de l'Independent Labour Party britannique. En janvier 1922, Grumbach intervient lors d'une manifestation internationale à Berlin. Un mois plus tard, il prend part au congrès de l'Union des partis socialistes pour l'action internationale à Francfort consacré aux questions de la démilitarisation et des réparations de guerre. Lors du congrès du parti social-démocrate à Leipzig en 1931, Grumbach plaide en tant qu'orateur invité pour une réconciliation franco-allemande. En 1924, il accompagne Édouard Herriot à Londres où se tiennent les discussions sur le Plan Dawes en vue de régler les réparations allemandes. L'année suivante, il accompagne Aristide Briand à Locarno.

### Passeur et interprète de la politique franco-allemande
Après l'arrivée au pouvoir du NSDAP le 30 janvier 1933, Grumbach parvient à aider un groupe d'Allemands qui cherche à fuir le nouveau régime. Il utilise pour cela ses fonctions de président de la commission d'immigration de la SFIO et ses contacts étroits avec la Société des Nations. On compte parmi les personnes aidées par Grumbach : le maire d'Altona Max Brauer, son ami et avocat Rudolf Katz et l'ancien ministre des Finances prussien Otto Klepper. Entre décembre 1933 et janvier 1936, Grumbach publie une série d'articles dans le Pariser Tageblatt, journal français de langue allemande. Dans ces contributions, il utilise deux pseudonymes. Du point de vue du contenu, il s'intéresse aux relations franco-allemandes et à la situation en Allemagne, en particulier à la politique d'armement du Troisième Reich. En tant que grand connaisseur de la politique française, il expose à ses lecteurs les caractéristiques et les détails de la politique intérieure française et du système des partis français.

### Soutien du Front populaire
Sur le plan national et international, Grumbach insiste sur les dangers que représente le fascisme en Europe. Selon lui, les différences infranchissables entre les sociaux-démocrates allemands et les communistes allemands ont favorisé la victoire du national-socialisme. Pour cette raison, Grumbach milite pour une association des partis de gauche français tout comme des partis se prononçant pour le maintien de la démocratie. Grumbach soutient le gouvernement du Front populaire de Léon Blum et Édouard Daladier sans toutefois soutenir une action militaire contre le Troisième Reich. Il défend la politique française de non intervention dans la Guerre d'Espagne et la politique d'apaisement en 1938. Le premier but de Grumbach est la préservation de la paix qui doit assurer une diplomatie anti nationale-socialisme et une politique d'alliance.

## Activités pendant la Seconde Guerre mondiale et politique d'après-guerre

### Évasion et résistance
En réaction à l'invasion allemande de 1940, Grumbach s'embarque en juillet 1940 avec 26 autres parlementaires sur le Massilia vers le Maroc. Le navire est détourné sur Casablanca et doit faire route inverse. En septembre 1940, Grumbach est arrêté et reste interné jusqu'en mai 1941. Il vit alors sous contrôle policier à Mende. Il parvient malgré cette surveillance à prendre contact avec la résistance. En novembre 1942, il prend le maquis dans les Cévennes.

### Mandats après la Seconde Guerre mondiale
En octobre 1945, Grumbach est délégué pour Castres de la première Assemblée nationale. Il y représente la SFIO et reprend la direction de la commission pour les Affaires étrangères tout comme la direction de la commission d'enquête parlementaire pour la zone d'occupation française. Cette commission d'enquête parlementaire parcourt sous sa direction la zone d'occupation française et montre de nombreux dysfonctionnements. A la mi-décembre 1946, Grumbach est élu au Conseil de la République jusqu'en 1948. À partir de fin 1948, il est membre de la délégation française aux Nations unies. En 1952, il se porte candidat à nouveau au Conseil de la République mais échoue.
Immédiatement après la fin de la Seconde Guerre mondiale, Grumbach prend contact avec le SPD. En août 1946 déjà, il avait pris la parole aux côtés de Max Brauer à Hambourg alors d'une manifestation publique du SPD. Il est d'ailleurs à cette occasion le premier représentant de la SFIO à parler lors d'un congrès de la SPD. Même plus tard, il apparaît régulièrement en Allemagne. Il devient quelqu'un de reconnu au sein du SPD, ce que souligne le service de presse social-démocrate dans la nécrologie de Grumbach en 1952. La direction de la SFIO estimait certes ses connaissances de la langue allemande et du pays voisin mais son influence dans les affaires allemandes est restée faible.

## Hommage
Une rue porte son nom à Mulhouse.